# Archibald Douglas Colquhoun

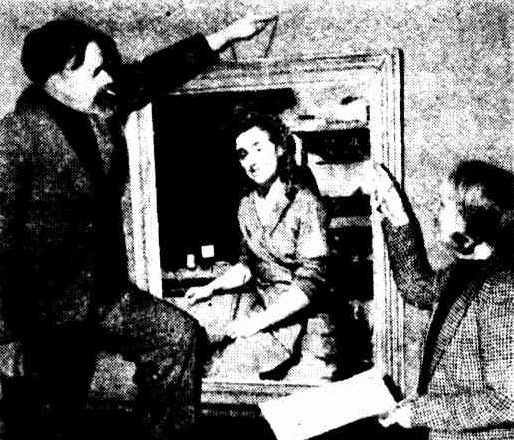
Foto von Amalie und Archibald Colquhoun beim Aufhängen von Bildern für ihre gemeinsame Ausstellung im Melbourne Athenaeum, veröffentlicht in der Zeitung The Argus, 1947

Archibald Douglas (Archie) Colquhoun (* 26. Oktober 1894 in Heidelberg, Melbourne; † 14. Mai 1983 ebenda) war ein australischer Porträtmaler und Kunstlehrer.

## Leben

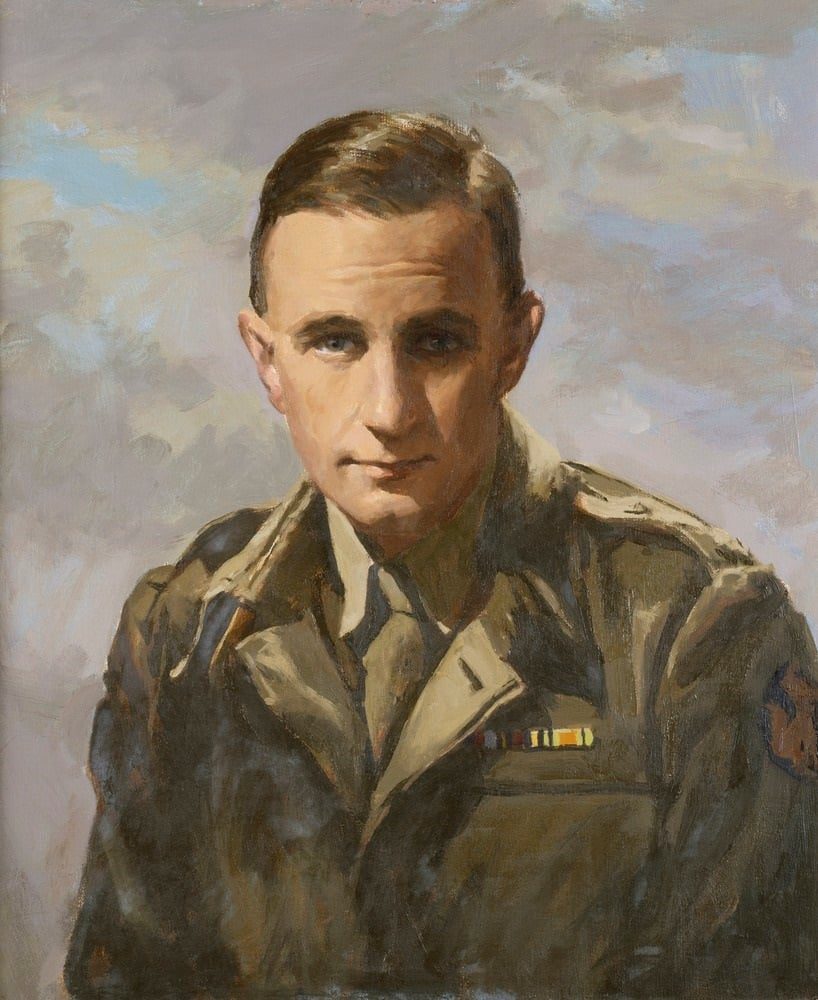
Peter Purves Smith (1912–1949) von Archibald Douglas Colquhoun, um 1946. La Trobe Picture Collection, State Library of Victoria.

Archibald Douglas Colquhoun war das zweite von vier Kindern des schottischen Malers Alexander Colquhoun und seiner aus London stammenden Frau Beatrice Helen. Archies künstlerische Ausbildung begann früh zu Hause und wurde später an der Schule der National Gallery of Victoria fortgesetzt, wo er unter anderem bei Frederick McCubbin studierte. Unzufrieden mit seinen Fortschritten arbeitete er für die Zeitung Herald und nahm Unterricht bei Charles Douglas Richardson. Einen prägenden Einfluss hatte Max Meldrum, bei dem Colquhoun mehrere Jahre studierte.
1924 beschloss Archibald Douglas Colquhoun, ins Ausland zu gehen, um sich weiterzubilden. In den folgenden drei Jahren bereiste er Frankreich, Spanien, Italien und England. Seine Werke wurden in Paris in der Société des Artistes Français (1924–1926) und in London im Royal Institute of Oil Painters (1925) ausgestellt. Nach seiner Rückkehr nach Melbourne eröffnete er 1926 ein Atelier und eine Kunstschule in der Little Collins Street. Er wurde als Maler und Lehrer bekannt und erhielt 1933 den Crouch Prize und 1934 den Newman Prize für australische Historienmalerei. Zu seinen Schülern zählten namhafte Künstler wie Sir William Dargie und Harley C. Griffiths.
Amalie Sarah Feild (1894–1974), Colquhouns spätere Frau, war ebenfalls Malerin und Kunstlehrerin. Sie wurde am 20. März 1894 in Murtoa, Victoria, geboren. Nach ihrem Studium an der Ballarat Technical School spezialisierte sie sich auf Töpferei und Glasmalerei. 1931 heiratete sie Archie Colquhoun, mit dem sie zusammen studiert hatte. Gemeinsam betrieben sie eine Kunstschule in Melbourne. Während Archie sich auf die Porträtmalerei konzentrierte, wurde Amalie für ihre Kinderporträts bekannt.
1936 reisten die Colquhouns nach London, wo sie erfolgreich in der Arlington Gallery ausstellten und Porträtaufträge erhielten. Nach ihrer Rückkehr nach Australien unterrichteten und malten sie weiter. Archie erhielt zahlreiche wichtige Porträtaufträge, unter anderem für den australischen Premierminister Ben Chifley und den Erzbischof von Brisbane, Sir James Duhig. 1950 schlossen sie ihre Kunstschule und zogen 1954 nach Kew, Melbourne, wo sie weiter malten und gelegentlich Ausstellungen organisierten. Amalie starb 1974, Archie folgte ihr 1983. Beide wurden auf dem Boroondara Friedhof in Kew beigesetzt. Das Werk des Paares ist in zahlreichen australischen Museen vertreten, darunter auch in der National Gallery of Australia.